# 盧希鵬
盧希鵬（英語：Hsi-Peng Lu，1962年—），父親是中國大陸江蘇省南京市人（其父親盧鐵中，字錚，南京中央大學，黃埔十四期），母親是彰化縣永靖人，出生於台北。 現任國立台灣科技大學資訊管理系專任特聘教授（Distinguished Professor），台灣電子商務專家、資訊管理學者。擅長用故事寫出對人生的觀察和對科技、商業等新趨勢的瞭解，在他詼諧逗趣的筆調下，生硬的電子商務也顯得親切有趣。

## 學經歷
盧希鵬教授曾任國立台灣科技大學管理學院院長、精誠榮譽學院（現為應用科技學院）院長、學務長、資訊管理系系主任、管院EMBA執行長、電子商務中心主任等職務。畢業於美國威斯康辛大學麥迪遜分校工業工程博士（1992），研究領域為電子商務、網路行銷、與隨經濟，報章雜誌專欄作家（經濟日報、經理人、科學人）。三度獲頒台灣科大傑出研究獎，連續在天下Cheers雜誌EMBA 專刊中，被校友與學生票選為EMBA 最受歡迎名師。常往來兩岸學界、業界演講。

## 電視節目主持人
1993年8月11日，由行政院新聞局發布《有線電視法》規範運作，通過後有大量電視台在短時間內開台並需要電視節目主持人。1995年學者財經台製作「電腦族樂園」節目，一週五集，需要懂科技的主持人，於是找上盧希鵬。後衛普電腦台開台，邀請盧希鵬與吳小莉共同主持「電腦客」電視節目，並擔任「科技大閱兵」節目主持人與擔任科技新聞主播。之後，經濟部委託東森電視台製播「科技玩家」節目與非凡電視台製播「產業科技通」節目，報導與介紹經濟部科技專案成果，也找到盧希鵬主持，並與寇乃馨與李秀蓮在國父紀念館主持大型科技獎頒獎典禮。

## 教學名言
- 大學教育的目的，就是當你把學校所學的，都忘掉之後，所剩下的東西。
- 記得的叫知識，忘記的變氣質。
- 不求名、不求利、只求爽。
- 你們是甚麼級的知識分子? 高級!
- 人類與猴子最大的差別，就是人類發明了校園，從此人類的學習，開始與社會脫節。
- 人類有一個有趣的教育制度，就是從出生到步入社會，要受教育二十年，然後步入社會的一剎那，又把過去二十年所學的，忘掉了。
- 學海無涯，回頭是岸。
- 成為新物種，必須靠學習，當你學會了游泳，你就成為了會游泳的人類，就是新物種。
- 學校不應該只教知識，因為這些東西Google上都有。
- 選擇，需要有選項，選項許多時候是創造出來的。
- 永遠不要說不可能，因為你永遠無法證實他。
- 如果我是隻魚，請不要叫我在天上飛。

## 社會服務
- 經濟部有給職顧問
- 科技專案領域召集人
- 總統創新獎科技研發項遴選委員
- 4G智慧寬頻應用城市補助計畫專業審查委員
- 國家實驗研究院科技政策研究諮詢委員
- 新北市政府研考會委員
- 台北市政府市政顧問
- 金管會諮詢科技委員會諮詢委員
- 國發會諮詢委員
- 國家產業創新獎、國家品質獎、國家出版獎、資訊類雜誌金鼎獎、電子商務金網獎、網路廣告金手指獎評審主任委員。

## 出版專書
1. 盧希鵬，「計算機概論」，三民書局，八十四年九月
2. 盧希鵬，「網路優勢三十六計：電子市場完全攻略本」，商周出版，八十七年十一月。
3. 盧希鵬，「e-Oscar優質網站評估模式」，網通國際出版，八十九年十月。
4. 盧希鵬、許晉龍、吳若禹、黃兆震，「計算機概論」，東大圖書公司出版，八十九年八月。
5. 盧希鵬，「S.U.P.E.R.寶典－打造成功EC經驗10項要訣」，網通國際出版，八十九年十二月。
6. 盧希鵬，「電子商務之九陰真經」，藍鯨文化出版，九十年十一月。
7. 盧希鵬、馬振基，「奈米技術地圖研究系列－奈米材料技術地圖」，行政院國家科學委員會科學技術資料中心，九十二年三月，ISBN 957-619-085-1。
8. 盧希鵬、鄒仁淳、葉乃菁，「計算機概論」，三民書局出版，九十三年八月。
9. 盧希鵬，「電子商務：產業架構、經營模式與電子化策略」，雙葉書廊出版，九十四年元月。
10. 盧希鵬、葉乃菁、鄒仁淳，「管理資訊系統」，華泰文化出版，九十四年六月。
11. 盧希鵬，「要當有氣質的狗熊」，久石文化出版，九十四年七月。
12. 盧希鵬，「網路行銷：電子化企業經營策略」，雙葉書廊出版，九十四七月。
13. 盧希鵬，「電子商務：長尾效應下的電子化策略」，第二版，雙葉書廊出版，九十八年八月。
14. 盧希鵬，「網路行銷: 連結經濟下的社交網路與數位革命」，雙葉書廊出版，九十九年八月。
15. 盧希鵬，「為什麼無法控制我的狗？：跳脫YES or NO，突破思考框架的14堂管理課」，商周出版，一百年九月。
16. 盧希鵬，「大排長龍更快樂：快樂經濟學的50堂課」，天下雜誌，一零一年三月。
17. 盧希鵬，「為什麼猴子不需要戴眼鏡？街頭智慧與讀書智慧的思考術」，經濟日報，一零二年十二月。
18. 盧希鵬，「為什麼E.T.的食指那麼長?：隨經濟下的42種企業經營模式與策略思維」，商周出版，一零四年二月出版。
19. 盧希鵬，「C2B逆商業時代：一次搞懂新零售、新製造、新金融的33個創新實例」，商業周刊出版、一零六年八月三十一出版。
20. 盧希鵬，「隨經濟：第二曲線的77個思維模型」，遠見天下文化出版、一零七年九月二十八日出版，ISBN 9789864795406。

## 得獎記錄
- 台灣科技大學傑出研究及創作獎（三次）
- ISI收錄高引用論文HiCi，（Highly Cited Paper）：WHY PEOPLE USE SOCIAL NETWORKING SITES: AN EMPIRICAL STUDY INTEGRATING NETWORK EXTERNALITIES AND MOTIVATION THEORY, Computer and Human Behaviors, 27 (3): 1152-1161 MAY 2011
- ISI收錄高引用論文HiCi，（Highly Cited Paper）：CONSUMER BEHAVIOR IN ONLINE GAME COMMUNITIES: A MOTIVATIONAL FACTOR PERSPECTIVE, Computer and Human Behaviors,  23 (3): 1642-1659 MAY 2007
- ISI收錄高引用論文HiCi（Highly Cited Paper）：C, L, Hsu and Hsi-Peng, Lu, “Why do people play on-line games? An extended TAM with social influences and flow experience,” Information & Management, 41 (7): 853-868 SEP 2004 (SSCI)
- Cheers雜誌EMBA專刊：EMBA最受歡迎名師（唯一電子商務、質性研究課程）
- 獲選為經濟部NICI電子商務專家（2003/6～2007/6）
- 中華民國管理科學學會「呂鳳章先生紀念獎章」, 2002
- 美國名人錄 “2000 OUTSTANDING INTELLECTURES “, American Biographical Institute, 2001
- 《馬奎斯世界名人錄》「阿爾伯特·尼爾森侯爵終身成就獎」(Albert Nelson Marquis Lifetime Achievement), 2019

## 外部連結
- 盧希鵬教授首頁 （页面存档备份，存于）
- 盧希鵬教授天下部落格
- 盧希鵬教授臉書粉絲專頁 （页面存档备份，存于）
- 台科大教授盧希鵬：規避風險是懶人做法 （页面存档备份，存于）
- 盧希鵬：平衡的生活，是快樂競爭力的來源 （页面存档备份，存于）
- 行動購物成趨勢　盧希鵬：電子商務走向「隨經濟」 （页面存档备份，存于）
- 連鎖加盟業突圍 盧希鵬倡隨經濟 （页面存档备份，存于）
- 全球女性創業者大會 參與嘉賓 （页面存档备份，存于）